# Dieter Henkel
Dieter Henkel (* 3. August 1933 in Wuppertal-Elberfeld; † 15. Dezember 2016 in München) war ein deutscher Schauspieler und Regisseur.

## Leben
Henkel wuchs in Mannheim auf. Er machte zunächst, auf Wunsch seiner Eltern, eine Ausbildung als Kaufmann, nahm jedoch heimlich privaten Schauspielunterricht. Erste Bühnenerfahrungen sammelte er bei dem christlichen Tourneetheater die Boten. Henkel studierte dann Schauspiel am Konservatorium Bern, wo Margarethe Schell-von Noé seine Lehrerin war.
Sein erstes Festengagement hatte er von 1956 bis 1959 am Nationaltheater Mannheim. Danach spielte er ab der Saison 1959/60 eine Spielzeit an verschiedenen Bühnen in Berlin. Unter der Intendanz von Boleslaw Barlog trat er am Schillertheater und am Schlossparktheater, später auch am Hebbel-Theater (1972) und am Renaissance-Theater auf. Ab den 1960er Jahren spielte Henkel hauptsächlich Boulevardtheater, an allen großen Boulevardbühnen in Berlin, Köln (Theater am Dom), Düsseldorf (Komödie Düsseldorf), Frankfurt am Main (Die Komödie), Stuttgart (Komödie im Marquardt) und München. Mehrfach trat er am Volkstheater Frankfurt auf, unter anderem als Heinrich Muffel in dem Volksstück Alt-Frankfurt unter der Regie von Wolfgang Kaus; diese Inszenierung wurde auch für das Fernsehen aufgezeichnet. Unter dessen Regie wirkte er 2003 dort auch in der Titelrolle des Lustspiels Der verkaufte Großvater in einer hessischen Fassung mit. Henkel trat auch bei den Luisenburg-Festspielen auf.
Von 1975 bis 1995 war er Leiter seines eigenen Theaterunternehmens Theater unterwegs in München. Henkel war in dieser Zeit als Produzent, Regisseur und Darsteller tätig. Seine erste Produktion war Axel von Ambessers ernste Komödie Begegnung im Herbst mit dem Autor als Hauptdarsteller und Regisseur. Eigene Inszenierungen waren unter anderem Der Diener zweier Herren (1977, mit Simone Rethel) und Schweig, Bub! (1998). 1988 brachte er Nathan der Weise mit Wolfgang Reichmann in der Titelrolle heraus. 1978 spielte er auch beim Theater unterwegs gemeinsam mit Liesel Christ und Günter Strack den Neffen in der Komödie Loch im Kopp nach Motiven von Labiche in einer Mundartfassung von Wolfgang Deichsel. Seit 1995 arbeitete Henkel als freier Schauspieler.
Zu Henkels wichtigsten Bühnenrollen gehörten: Truffaldino in Der Diener zweier Herren, Sosias in Amphitryon, der Klosterbruder in Nathan der Weise und die Doppelrolle als Nestor/Oscar in dem Musical Irma la Douce mit Chariklia Baxevanos als Partnerin in der Titelrolle.
Er gehörte zum regelmäßigen Gast-Ensemble der Komödie im Bayerischen Hof. Dort trat er seit 1996 immer wieder auf, unter anderem 1999 als Eugen Rumpel in dem Lustspiel Pension Schöller. Seit 2004 spielte er dort regelmäßig auch die Rollen Bankier Etzel und Gymnasialprofessor Bömmel in dem Lustspiel Die Feuerzangenbowle. Auch in der Spielzeit 2010/11 trat Henkel wieder in diesen Rollen auf. 2010 war er dort in der Rolle des Pfarrers Arthur Humphrey in der Komödie Lauf doch nicht immer weg von Philip King (1904–1979) zu sehen. Seine Partner waren unter anderem Chariklia Baxevanos und Bob Franco. Mit dieser Produktion ging Henkel auch auf Tournee (Theatersaison 2009/10). In der Spielzeit 2010/11 war Henkel in einer Produktion des Tourneetheaters »Der Grüne Wagen« mit der Beziehungskomödie Mary, Mary (Nie wieder Mary) von Jean Kerr auf Tournee; seine Partner waren Josef Baum und Thomas Stroux.
Ab den 1950er Jahren war Henkel auch in zahlreichen Film- und Fernsehrollen zu sehen. Der Regisseur John Olden entdeckte ihn 1955 bei einer Studentenaufführung der Komödie Viel Lärm in Chiozza und engagierte ihn 1956 für seine Fernsehinszenierung des Theaterstücks Die Heiratsvermittlerin von Thornton Wilder. Eine winzige Nebenrolle als Leutnant hatte er 1958 auch in dem Kinofilm Der Schinderhannes unter der Regie von Helmut Käutner.
Während seines Engagements in Berlin nahm er 1960 an Probeaufnahmen für die Serie Die Firma Hesselbach teil. Von 1961 bis 1963 spielte er dann beim Hessischen Rundfunk in insgesamt 26 Folgen der Serie den Peter Hesselbach, den Sohn des Ehepaars Hesselbach. 1964 wirkte er in der Krimiserie Kommissar Freytag mit. 2005 spielte er den Pfarrer Blaschke in der Fernsehkomödie Tote Hose – Kann nicht, gibt's nicht.
1981 war er auch in der ARD-Fernsehshow Einer wird gewinnen als Schauspieler zu sehen.
Henkel lebte in München.

## Filmografie (Auswahl)
- 1956: Die Heiratsvermittlerin (Fernsehinszenierung)
- 1958: Warum sind sie gegen uns?
- 1958: Der Schinderhannes
- 1961–1963: Die Firma Hesselbach
- 1964: Katharina Knie – Ein Seiltänzerstück (Fernsehinszenierung)
- 1964: Kommissar Freytag
- 1967: Crumbles letzte Chance
- 1972: Lilli – die Braut der Kompanie
- 1973: Der Raub der Sabinerinnen (Theateraufzeichnung)
- 1977: Alt-Frankfurt (Theateraufzeichnung)
- 1977: Der Weilburger Kadettenmord
- 1985: Die Sache ist gelaufen
- 2005: Tote Hose – Kann nicht, gibt's nicht